# サビー・ピシテリ
サビー・ピシテリ（Sabatino Carmine Piscitelli Jr.、1983年8月24日 - ）は、アメリカ合衆国の元アメリカンフットボール選手であり、プロレスラー。フロリダ州ボカラトン出身。WWEの傘下団体であるNXTにてティノ・サバテリ（Tino Sabbatelli）のリングネームで活動。
弟のシェーン・スワッグことシェーン・ピシテリもプロレスラーである。

## 来歴
学生時代よりアメリカンフットボールで活動。ボカラトン高校在籍時、セイフティとワイドレシーバーを担当。オレゴン大学進学後、2004年よりストロングセイフティとしてレギュラーの座を奪い、12試合に出場。2006年にはオールパック10のファーストチームとして選出される。

### NFL
2007年4月、NFLドラフトにてタンパベイ・バッカニアーズより2巡目（全体の64番目）に指名され入団。ルーキーシーズンを3試合に出場し、2タックルを記録。
2008年、15試合に出場。そのうち5試合を先発して40タックル、2インターセプトを記録してレギュラーとしての足がかりを掴む。
2009年、16試合のうち15試合に先発出場。66タックル、14タックルアシストを記録してストロングセイフティの位置を確立。
2010年、11試合に出場するが19タックルと2009年より数字を落とし、FAの資格を行使してクリーブランド・ブラウンズへ移籍。移籍後、5試合に出場するが3タックルと低調に終わる。
2011年8月4日、カンザスシティ・チーフスと契約を交わし入団。16試合に出場して28タックル、6タックルアシストを記録。
2013年4月、ジャクソンビル・ジャガーズが開催したトライアウトに参加。しかし、契約するまでに至らず引退を迎えた。

### WWE
2014年10月、アメリカのプロレス団体であるWWEとディベロップメント契約を交わし入団。育成施設であるWWEパフォーマンスセンターにてトレーニングを開始。
2015年4月、WWEの傘下団体であるNXTに昇格。同月4日のNXT Liveにて20人バトルロイヤルに出場。以降、ティノ・ピシテリ（Tino Piscitelli）、アンソニー・サバテリ（Anthony Sabbatelli）、ティノ・サバテリ（Tino Sabatelli）へとリングネームを変更。11月21日、NXT Liveにてスティーブ・カトラーと対戦し、プロレスラーとしてのキャリア初勝利を飾った。
2016年10月12日、NXTのダスティ・ローデス・タッグトーナメント・クラシックにてリディック・モスと組んで出場。TM61（シェイン・ソーン & ニック・ミラー）と対戦。中盤にはソーンを長時間捕らえ、ロープ越しから飛んで攻撃を仕掛けてきた際にはパワースラムを決める場面も見られたが、最後にTM61の合体技であるサンダー・バレーを喰らい敗戦した。